# Inru Alcais
Inru Alcais ibne Hujir Alquindi (em árabe: إمرؤ القيس ابن حجر الكندي; romaniz.: Imrū’ al-Qays ibn Ḥujr al-Kindī; Négede, 501 – Ancara, 544) foi um poeta árabe do século VI, e também filho de um dos últimos monarcas do Reino de Quinda. É às vezes considerado o pai da poesia árabe. Sua qaseeda ou longo poema: "Vamos parar e chorar" (em árabe: قفا نبك) é um dos sete Mu'allaqat, poemas valorizados como os melhores exemplos de versos árabes pré-islâmicos. Inru Alcais nasceu na região de Négede em algum período do início do século VI. É dito que seu pai era Hujir ibne Alharite (حجر ابن الحارث / Ḥujr ibn al-Ḥārith), o regente da monarquia Quinda que reinava sobre as tribos dos assaditas e gatafanitas, e acredita-se que Inru Alcais nasceu no território dos assaditas. Diz-se que sua mãe era Fátima binte Rabiá, o Taglibita (فاطمة بنت ربيعة التغلبي / Fāṭimah bint Ranī‘ah al-Taghlibī).
Diz a lenda que Inru Alcais era o caçula dos filhos de seu pai, e começou a compor poesias enquanto ainda era uma criança. Seu pai fortemente desaprovada este hábito de seu filho, acreditando ser a poesia um passatempo impróprio para o filho de um rei. Seu pai também desaprovava o estilo de vida escandaloso de Inru Alcais, de beber e perseguir as mulheres, e terminou por ser bani-lo de seu reino, ou assim diz a lenda. Mais tarde, quando a tribo dos assaditas se rebelou e assassinou seu pai, Inru Alcais foi o único dos irmãos a assumir a responsabilidade por vingar sua morte. Renunciando ao vinho e às mulheres, lutou contra a tribo dos assaditas, exigindo a vingança através do sangue, e passou o resto de sua vida tentando recuperar o reino de seu pai.
Assim como muitas figuras da antiga Arábia, que na época não dispunha de um sistema de escrita formal e contava com a transmissão oral das histórias, os detalhes da vida de Inru Alcais são difíceis de serem comprovados. Mesmo assim, os historiadores têm sido capazes de comparar as várias histórias escritas por antigos biógrafos, com pistas dos poemas escritos pelo próprio Inru Alcais e informações sobre os principais eventos históricos nos impérios persa e bizantino para reconstruir um provável acontecimento na vida e ascendência deste mais famoso dos poetas jaili (pré-islâmico).
De acordo com um relato, seu nome completo e ascendência era Inru Alcais, filho de Hujir, filho de Alharite, filho de Anre, filho de Hujir, o comedor de ervas amargas, filho de Moáuia, filho de Taur da tribo de Quinda (em árabe: إمرؤ القيس ابن حجر ابن الحارث ابن عمرو ابن حجر اكل المرار ابن معاوية ابن ثور الكندي). Era também referido como "O Rei Perdido" (الملك الضليل / al-Malik aḍ-Ḍalīl), porque nunca foi capaz de recuperar o trono de seu pai.

## Linhagem
A tribo de Quinda teve sua origem nas montanhas do sul da Arábia e migraram para o norte de Négede em algum momento do século IV ou V. Por volta do século V os membros da tribo pediram para o rei do Iêmen para selecioná-los um rei, e Hujir, o "comedor de ervas amargas" se tornou o primeiro rei Quinda. Ele foi sucedido por seu filho Anre, que foi sucedido por seu filho Alharite, que foi o maior de todos os reis Quinda. Um dos filhos de Alharite foi Hujir, que foi nomeado por seu pai regente sobre as tribos dos assaditas e dos gatafanitas, e Hujir foi o pai de Inru Alcais.
De Alharite, é dito que quando o xá sassânida Cavades I adotou os ensinamentos do revolucionário religioso Masdaces, Alharite também se converteu ao Mazdaquismo. Isto fez com que Cavades fizesse de Alharite o rei de Hira, uma região no sul do atual Iraque, e expulsou o seu anterior vassalo árabe, Alamundir. O filho de Cavades, Cosroes I rejeitou o Mazdaquismo e repreendeu Alharite, restaurando o trono da Hira para Alamundir. Não se sabe ao certo como Alharite morreu, mas alguns relatos indicam que foi capturado por Alamundir tão logo ele fugiu de Hira, e depois, foi morto juntamente com dois de seus filhos e mais de quarenta de seus parentes. Inru Alcais lamenta esta tragédia em um dos poemas atribuídos a ele.
Em 525 o Iêmem foi ocupado por Nego (imperador) de Habaxe (Abissínia, atual Etiópia), ou seja, o Império de Axum. Com seu protetor destruído, a monarquia do Reino de Quinda rapidamente se desfez. É, provavelmente, durante este período que a tribo dos assaditas se rebelou e matou o pai de Inru Alcais, Hujir.

## Juventude
Os historiadores estão divididos quanto ao ano de nascimento de Inru Alcais, mas uma estimativa é de que ele nasceu por volta de 526. Era o mais jovem dos filhos de Hujir, rei sobre as tribos dos assaditas e gatafanitas. Alguns historiadores têm apontado que seu pai tinha outras esposas e concubinas além de sua mãe, de acordo com o costume dos reis, neste período, e é possível que ele tenha recebido pouca atenção paternal. Começou a compor poesias ainda na tenra idade, uma atividade que seu pai desaprovava fortemente porque não era considerado adequado para o filho de um rei. Al-Tahir Ahmad Makki comenta que "entre as tribos do norte, da mesma forma, cada tribo tinha seu chefe e seu poeta, e os dois eram quase sempre a mesma pessoa."
Outra fonte de atrito com o pai dele era a dedicação excessiva de Inru Alcais em frequentar festas indecentes regadas à bebida e sua busca escandalosa por mulheres. Uma história diz que, preocupado com a falta de responsabilidade de seu filho, Hujir tentou colocar Inru Alcais encarregado de cuidar do rebanho de camelos da família, um experimento que terminou em desastre. Outra história diz que Hujir finalmente renegou seu filho depois que Inru Alcais cortejou publicamente sua prima Uzaizá, e depois de não conseguir a permissão para casar-se com ela, conseguiu desfrutar de suas afeições em segredo, o que causou um escândalo considerável na família. Porém, outras histórias dizem que Inru Alcais pode ter escrito alguns versos lascivos sobre as mulheres de seu pai ou concubinas, e que esta foi a causa de sua expulsão. Seja qual for a razão, a maioria das histórias concorda que Hujir exasperou-se com o comportamento de seu filho e expulsou-o de seu reino. Em seu exílio Inru Alcais vagou com o seu grupo de amigos rebeldes de oásis para oásis, parando para beber vinho, recitar poesia, e apreciar o desempenho das meninas cantando, às vezes ficando no mesmo local por dias antes de partir novamente.
As aventuras de Inru Alcais com as mulheres também fizeram parte importante de sua juventude, consistindo de acordo com alguns registros de dezenas de casamentos, divórcios e casos amorosos, todos terminando mal por uma razão ou por outra. As amantes de Inru Alcais ocupam grande parte de sua poesia, ele faz elogios às suas belezas, critica suas crueldades, e lamenta a sua ausência e a saudade no seu coração.

## A morte de seu pai
Algumas histórias contam que Inru Alcais estava no exército de seu pai em luta contra a tribo dos assaditas, quando seu pai foi morto, mas isso não é aceito por todos os biógrafos. A história mais popular nos vem de ibne Alcalbi (morto em 826). Ibne Alcalbi sustenta que Inru Alcais ainda estava no exílio na época da morte de seu pai, e que a notícia chegou a ele enquanto estava no meio de uma festa com seus amigos. Ao ouvir a notícia, disse: "Que Deus tenha misericórdia de meu pai. Ele me deixou perdido quando eu era pequeno, e agora que estou crescido, ele sobrecarregou-me com seu sangue. Não haverá estado de alerta hoje, e nem embriaguez amanhã", seguido por, talvez, sua mais famosa citação: "Hoje é para beber, e amanhã para assuntos sérios" (em árabe: اليوم خمر وغدا أمر)
Conta-se que de todos os de seu pai filhos, Inru Alcais foi o único a assumir a responsabilidade de vingar seu pai. Uma história conta que a tribo dos assaditas enviou um emissário e ofereceu-lhe três opções - a de ele matar um de seus nobres para igualar a morte de seu pai, ou de aceitar um pagamento de milhares de ovelhas e camelos, ou de fazer guerra contra eles, caso em que pediu por um mês para se preparar. Inru Alcais escolheu a terceira opção. As tribos dos bacritas e taglibitas concordaram em apoiá-lo e lutaram com ele contra os assaditas, matando muitos daquela tribo. Os bacritas e taglibitas retiraram seus apoios, uma vez que julgaram que um número suficiente de assaditas tinham sido mortos para satisfazer as exigências de vingança.

## Exílio e morte
Depois de sua vingança sobre a tribo dos assaditas perder o apoio dos bacritas e taglibitas, Inru Alcais viajou por toda a península Arábica e o Levante, refugiando-se em tribos diferentes, fugindo de seus inimigos e buscando apoio para recuperar o reino de seu pai. Sua última viagem foi para Constantinopla, para conseguir o apoio do imperador Justiniano. Alharite ibne Xamar, o Gassânida (em árabe: لحارث ابن شمر الغساني), vassalo no norte da Arábia de Justiniano, aceitou dar proteção a Inru Alcais, e a maioria dos relatos indica que ele recebeu alguma promessa de ajuda do imperador bizantino, e talvez até um contingente de tropas. Alguns relatos indicam que Justiniano pressionou o Negus de Habaxe (Império de Axum) a apoiar Inru Alcais, mas que ele recusou devido à disputa em curso entre o Império de Axum e a tribo de Quinda.
Depois de deixar Constantinopla, Inru Alcais viajou até que adoeceu perto da cidade de Ancara na atual Turquia. Permaneceu lá até que morreu. Há uma história que diz que o Imperador Justiniano ficou zangado com Inru Alcais depois que ele partiu, e enviou um mensageiro com uma jaqueta envenenada, e que Inru Alcais usou a jaqueta e o veneno o matou. Esta história diz que Justiniano estava com raiva porque descobriu que Inru Alcais teve um caso com uma mulher de sua corte. A maioria dos historiadores minimizam a probabilidade desse relato, a favor da história de que Inru Alcais morreu de uma doença crônica de pele, uma doença que mencionou em um de seus poemas.
As melhores estimativas dos anos em que Inru Alcais esteve com Justiniano e o de sua morte na Anatólia são entre 561 e 565. Tem sido dito que depois da morte de Inru Alcais, os gregos fizeram uma estátua dele em seu túmulo, que ainda foi vista em 1262, e que sua tumba está hoje localizada em Hızırlık, Ancara.

## Influências poéticas
Makki resume os relatos dos biógrafos na identificação de três poetas mais antigos e que Inru Alcais poderia ter conhecido e ser influenciado por eles. O primeiro foi Zuair ibne Janabe Alcaldi, um poeta bem conhecido que era amigo e companheiro de bebida de seus pais. Também é possível que Inru Alcais aprendeu com Abu Duá Aliadi, e alguns relatos dizem que o jovem Inru Alcais foi seu recitador (um discípulo do poeta que memorizaria todos os seus poemas). Uma terceira possível influência poética foi um Anre ibne Camiá que era membro da comitiva de seu pai, e foi dito que mais tarde se juntou à comitiva de Inru Alcais e o acompanhou até sua morte.

## Religião
A maioria dos historiadores nos séculos desde a morte de Inru Alcais tem se contentado com a suposição de que, como um árabe antes do advento do islamismo, ele era um pagão. Mais recentemente, alguns pesquisadores têm contestado este ponto de vista em questão, notadamente Louis Shaykho (ca. 1898), um missionário jesuíta, que insistiu que Inru Alcais era um cristão. A evidência de que Shaykho cita para apoiar sua alegação consiste principalmente de um punhado de referências a práticas e símbolos cristãos em poemas de Inru Alcais, bem como alguns exemplos da palavra árabe para Deus (Alá). Outros historiadores dizem que as referências ao cristianismo pode ser explicado pela presença de mosteiros e missionários ao longo da fronteira norte da península arábica, e o fato de que muitos árabes teriam ficado impressionados com essas cenas sem necessariamente converter-se. Outros apontaram que a palavra "Alá" estava em uso pelos árabes pagãos muito antes do advento do islamismo, e apenas se referiam ao Deus supremo (acima de todos os muitos outros).
Makki relata que alguns historiadores têm sugerido que Inru Alcais poderia ter sido influenciado pela suposto mazdaquismo de seu avô, mas também afirma que, em sua opinião, há pouca evidência direta que suporte isso.

## Impacto cultural
Hoje em dia Inru Alcais continua a ser o mais conhecido dos poetas pré-islâmicos, e tem sido uma fonte de inspiração literária e nacional para os intelectuais árabes em todos os tempos até o século XX. Abrindo sua entrada no Dicionário de Biografia Literária, Al-Tahir Ahmad Makki diz o seguinte sobre Inru Alcais:
O Príncipe-poeta Inru Alcais, da tribo de Quinda, é a primeira figura importante da literatura árabe. Os versos de seu Mu'allaqah, um dos sete poemas valorizados acima de todos os outros por árabes pré-islâmicos, ainda são no século XX os mais famosos, e possivelmente os mais citados, em todas as linhas da literatura árabe. O Mu'allaqah também é uma parte integrante da educação linguística, poética e cultural de todos os falantes do árabe.
Ibne Salam Aljumai (morto em 846) disse de Inru Alcais em seu "Gerações dos Poetas Stallion" (em árabe: طبقات فحول الشعراء):
Inru Alcais foi o criador de muitas coisas que os árabes consideram bonito, e que foram adotadas por outros poetas. Estas coisas incluem chamar seus companheiros para parar, chorar sobre as ruínas de acampamentos abandonados, descrevendo sua amada com requinte e delicadeza, e usando uma linguagem que era fácil de entender. Foi o primeiro a comparar as mulheres a gazelas e ovos, e a comparar os cavalos a aves de rapina e a aduelas. Ele 'mancava como um animal em fuga' [uma referência à sua famosa descrição de seu cavalo] e separou o prelúdio erótico do corpo de seu poema. Na cunhagem de similitudes, ultrapassou todo mundo de sua geração.
Alguns historiadores têm enfatizado a importância histórica da monarquia do Reino de Quinda como a primeira tentativa de unir as tribos da Arábia central, antes do sucesso do Islamismo, e o trágico lugar de um dos últimos príncipes de Quinda. Outros têm-se centrado em sua vida colorida e violenta, apresentando-a como um exemplo da imoralidade e da brutalidade que existia na Arábia pré-islâmica.
O escritor iraquiano Madhhar al-Samarra'i (em árabe: مظهر السامرائي) em seu livro de 1993 Inru Alcais: Poeta e Amante(em árabe: إمرؤ القيس الشاعر العاشق), chama Inru Alcais de o "poeta da liberdade":
O poeta Inru Alcais tinha um coração manso e uma alma sensível. Ele queria o melhor não só para si mas para todas as pessoas de sua sociedade. A liberdade que ele buscava não se limitava às relações românticas e eróticas entre ele e sua amada Fátima, e não estava limitada às suas exigências para abolir as restrições sobre as relações sexuais entre homens e mulheres, mas ultrapassava tudo isso, de modo que foi cantando pela liberdade de toda a humanidade - e a partir deste ponto somos capazes de nomeá-lo, o Poeta da Liberdade.

## Leituras adicionais
- Wilhelm Ahlwardt, The Divans of the six ancient Arabic Poets (Londres, 1870)
- William McGuckin de Slane, Le Diwan d'Amro'lkats (Paris, 1837)
- Friedrich Rückert, Amrilkais der Dichter und König (Stuttgart, 1843)
- Kitab al-Aghani, vol. viii. pp. 62–77